# Lars Dahlberg
Lars Gunnar Dahlberg, född 31 mars 1962, är en svensk socialdemokratisk politiker. Mellan 2002 och 2010 var han landstingsråd i Stockholms läns landsting. Han är (2011) förste vice ordförande i förhandlingdelegationen och adjungerad i styrelsen för Sveriges Kommuner och Landsting.